# Covarachía
Covarachía è un comune della Colombia facente parte del dipartimento di Boyacá.
Il centro abitato venne fondato da Juan Zámano nel 1823.